# 聖何塞德拉斯馬塔斯
19°19′48″N 70°55′48″W / 19.33000°N 70.93000°W
聖何塞德拉斯馬塔斯（西班牙語：San José de las Matas），是多明尼加共和國的城鎮，位於該國西北部，由聖地牙哥省負責管轄，面積1,502.83平方公里，海拔高度523米，2012年人口109,071，人口密度每平方公里73人。